# Christianella
Christianella är ett släkte av tvåhjärtbladiga växter. Christianella ingår i familjen Malpighiaceae.
Kladogram enligt Catalogue of Life:
| Christianella | \| \| Christianella glandulifera \| \| \| \| \| \| Christianella mesoamericana \| \| \| \| \| \| Christianella multiglandulosa \| \| \| \| \| \| Christianella paludicola \| \| \| \| \| \| Christianella surinamensis \| \| \| \| |
|               | \| \| Christianella glandulifera \| \| \| \| \| \| Christianella mesoamericana \| \| \| \| \| \| Christianella multiglandulosa \| \| \| \| \| \| Christianella paludicola \| \| \| \| \| \| Christianella surinamensis \| \| \| \| |
|               | Christianella glandulifera |
|               | |
|               | Christianella mesoamericana |
|               | |
|               | Christianella multiglandulosa |
|               | |
|               | Christianella paludicola |
|               | |
|               | Christianella surinamensis |
|               | |